# 33e regering van Israël
De 33e regering (ook bekend als het kabinet–Netanyahu III) was de uitvoerende macht van de Staat Israël van 18 maart 2013 tot 14 mei 2015. Premier Benjamin Netanyahu (Likoed) stond aan het hoofd van een coalitie van Likoed, Yisrael Beiteinu, Yesh Atid, Het Joodse Huis en Hatnuah.
Na minder dan één jaar en negen maanden ontsloeg premier Netanyahu vanwege oplopende meningsverschillen op 2 december 2014 minister van Financiën Yair Lapid (Yesh Atid) en minister van Justitie Tzipi Livni (Hatnuah). Beiden keerden zich onder meer tegen een wetsvoorstel waarin de Joodse identiteit van Israël zou worden vastgelegd. Ook deelde hij mee zijn regering te willen ontbinden. De dag erop besloot het parlement om op 17 maart 2015 nieuwe verkiezingen te houden.

## Samenstelling
Het kabinet-Netanyahu III had een rechts-centrale signatuur en bestond behalve uit zijn eigen partij de Likoed ook uit Jisrael Beeténoe met wie het één lijst vormde tijdens de verkiezingen van januari 2013, plus drie nieuwkomers: Het Joodse Huis, Yesh Atid en Hatnuah. In de 19e Knesset beschikten deze vijf partijen over 68 van de 120 zetels. In deze coalitie overheersten de rechtse partijen, Likoed, Jisrael Beeténoe en Het Joodse Huis beschikten bij elkaar over 50 zetels.
Opvallend ten opzichte van het vorige kabinet was de afwezigheid van de ultraorthodox-joodse partijen; Shas en Verenigd Thora-jodendom deden dit keer niet mee. Dit had te maken met de grote bezwaren die leven in de Israëlische samenleving tegen de privileges die ultraorthodoxe joden genieten, zoals bijvoorbeeld de vrijstelling van de militaire dienstplicht, het ontvangen van uitkeringen en de geringe vertegenwoordiging op de arbeidsmarkt. Het nieuwe kabinet was van plan deze voorrechten aan te pakken. Op aandrang van Yesh Atid en Hatnuah zou het vredesproces met de Palestijnen opnieuw ter hand worden genomen; vraag was wel wat daarvan zou terechtkomen gezien de zeer nationalistische koers van Likoed-Jisrael Beeténoe en Het Joodse Huis (de hiervoor belangrijke portefeuilles van defensie en huisvesting waren hen toegevallen, zie hieronder). 
De portefeuilleverdeling was onder andere als volgt: Likoed kreeg het premierschap (Benjamin Netanyahu) plus binnenlandse zaken (Gideon Sa'ar) en defensie (Moshe Ya'alon), Jisrael Beeténoe buitenlandse zaken (bestemd voor Avigdor Lieberman maar vanwege de tegen hem lopende strafzaak tot november 2013 door Netanyahu behartigd), Het Joodse Huis huisvesting (Uri Ariel) en economische zaken (Naftali Bennett), Yesh Atid financiën (Yair Lapid) en onderwijs (Shai Piron) en Hatnuah justitie (Tzipi Livni) en milieu (Amir Peretz). In afwijking van de vorige regeringen ontbraken de vicepremiers. In november 2013 werd Avigdor Lieberman vrijgesproken van een strafzaak en nam hij de post van Israëlische minister van buitenlandse zaken weer op zich.
Ya'alon is een oud-stafchef en geldt als een hardliner. Van Ariel van Het Joodse Huis werd - naar de wens van zijn achterban - een verdere uitbouw van de Israëlische nederzettingen op de Westoever verwacht. Voorman Bennett van dezelfde partij had de verantwoordelijkheid voor een bezuiniging van boven de vier miljard sjekel die de nieuwe regering de eerste achttien maanden van haar termijn wilde doorvoeren. Voorvrouw Livni van Hatnuah nam de vredesonderhandelingen met de Palestijnen op zich; van alle nieuwe kabinetsleden was zij naar verhouding nog het meest aanvaardbaar voor de Palestijnse Autoriteit. Peretz - ook van Hatnuah - was in het kabinet-Olmert minister van Defensie en als zodanig medeverantwoordelijk voor de slechtverlopen inval in Libanon in 2006.
Van de 30 kabinetsleden waren zes vrouw: vier ministers en twee viceministers.

## Deelnemende partijen
| Partijen                              | Positie | Kabinets- leden | Ministers | Vice- ministers | Zetels | Politieke leiders  | Foto's |
| ------------------------------------- | ------- | --------------- | --------- | --------------- | ------ | ------------------ | ------ |
| Hatnuah (De Beweging)                 | Centrum | 2               | 2         | 0               | 6      | Tzipi Livni        |        |
| Het Joodse Huis (HaBajiet HaJehoedie) | Rechts  | 5               | 3         | 2               | 12     | Naftali Bennett    |        |
| Jisrael Beeténoe (Israël Ons Thuis)   | Rechts  | 5               | 4         | 1               | 31 *   | Avigdor Lieberman  |        |
| Likoed (Eenheid)                      | Rechts  | 12              | 8         | 4               | 31 *   | Benjamin Netanyahu |        |
| Yesh Atid (Er is een Toekomst)        | Centrum | 6               | 5         | 1               | 19     | Yair Lapid         |        |
| Totaal                                |         | 30              | 22        | 8               | 68     |                    |        |

'* Likoed en Jisrael Beeténoe vormden tot 7 juli 2014 één partij met 31 zetels in de Knesset.
Hatnuah en Yesh Atid stapten eind 2014 uit de regering nadat Tzipi Livni en Yair Lapid door premier Netanyahu waren ontslagen. Struikelblokken waren onder meer de te varen koers richting de Palestijnen, de hoogte van het defensiebudget en een wetsvoorstel om de Joodse identiteit van Israël vast te leggen.

## Ambtsbekleders
| Ambtsbekleder                                        | Ambtsbekleder       | Ambtsbekleder                              | Functie                                           | Ambtstermijn     | Ambtstermijn     | Partij           |
| ---------------------------------------------------- | ------------------- | ------------------------------------------ | ------------------------------------------------- | ---------------- | ---------------- | ---------------- |
|                                                      | Benjamin Netanyahu  | Benjamin Netanyahu בִּנְיָמִין נְתַנְיָהוּ (1949)    | Premier                                           | 31 maart 2009    | heden            | Likoed           |
| Minister van Buitenlandse Zaken                      | Benjamin Netanyahu  | Benjamin Netanyahu בִּנְיָמִין נְתַנְיָהוּ (1949)    | 18 december 2012                                  | 11 november 2013 |                  | Likoed           |
| Minister van Diaspora Zaken                          | Benjamin Netanyahu  | Benjamin Netanyahu בִּנְיָמִין נְתַנְיָהוּ (1949)    | 18 maart 2013                                     | 30 april 2013    |                  | Likoed           |
| Minister voor Jeruzalem- en Erfgoedzaken             | Benjamin Netanyahu  | Benjamin Netanyahu בִּנְיָמִין נְתַנְיָהוּ (1949)    | 18 maart 2013                                     | 30 april 2013    |                  | Likoed           |
| Minister van Communicatie                            | Benjamin Netanyahu  | Benjamin Netanyahu בִּנְיָמִין נְתַנְיָהוּ (1949)    | 4 november 2014                                   | 22 februari 2017 |                  | Likoed           |
|                                                      | Avigdor Lieberman   | Avigdor Lieberman אֲבִיגְדוֹר לִיבֶּרְמָן (1958)    | Vicepremier                                       | 11 november 2013 | 14 mei 2015      | Yisrael Beiteinu |
| Minister van Buitenlandse Zaken                      | Avigdor Lieberman   | Avigdor Lieberman אֲבִיגְדוֹר לִיבֶּרְמָן (1958)    |                                                   | 11 november 2013 | 14 mei 2015      | Yisrael Beiteinu |
|                                                      | Silvan Shalom       | Silvan Shalom ציון סילבן (1958)            | Vicepremier                                       | 31 maart 2009    | 14 mei 2015      | Likoed           |
| Minister van Regionale Samenwerking                  | Silvan Shalom       | Silvan Shalom ציון סילבן (1958)            |                                                   | 31 maart 2009    | 14 mei 2015      | Likoed           |
| Minister voor Ontwikkeling van de Negev en Galilea   | Silvan Shalom       | Silvan Shalom ציון סילבן (1958)            |                                                   | 31 maart 2009    | 14 mei 2015      | Likoed           |
| Minister van Infrastructuur, Energie en Waterstaat   | Silvan Shalom       | Silvan Shalom ציון סילבן (1958)            | 18 maart 2013                                     |                  | 14 mei 2015      | Likoed           |
|                                                      | Moshe Ya'alon       | Rav Aluf Moshe Ya'alon משה יעלון (1950)    | Minister van Defensie                             | 18 maart 2013    | 22 mei 2016      | Likoed           |
|                                                      | Gideon Sa'ar        | Gideon Sa'ar גִּדְעוֹן סַעַר (1966)              | Minister van Binnenlandse Zaken                   | 18 maart 2013    | 4 november 2014  | Likoed           |
|                                                      | Gilad Erdan         | Gilad Erdan גִּלְעָד אֶרְדָן (1970)               | Minister van Binnenlandse Zaken                   | 4 november 2014  | 14 mei 2015      | Likoed           |
|                                                      | Yair Lapid          | Yair Lapid יובל שטייניץ (1963)             | Minister van Financiën                            | 18 maart 2013    | 2 december 2014  | Yesh Atid        |
|                                                      | Benjamin Netanyahu  | Benjamin Netanyahu בִּנְיָמִין נְתַנְיָהוּ (1949)    | Minister van Financiën                            | 2 december 2014  | 14 mei 2015      | Likoed           |
|                                                      | Tzipi Livni         | Tzipi Livni ציפי לבני (1958)               | Minister van Justitie                             | 18 maart 2013    | 4 december 2014  | Hatnuah          |
|                                                      | Benjamin Netanyahu  | Benjamin Netanyahu בִּנְיָמִין נְתַנְיָהוּ (1949)    | Minister van Justitie                             | 4 december 2014  | 14 mei 2015      | Likoed           |
|                                                      |                     | Naftali Bennett נפתלי בנט (1972)           | Minister van Economie                             | 23 januari 2013  | 14 mei 2015      | Het Joodse Huis  |
| Minister van Religieuze Zaken                        | 18 maart 2013       | Naftali Bennett נפתלי בנט (1972)           |                                                   |                  | 14 mei 2015      | Het Joodse Huis  |
| Minister van Diaspora Zaken                          | 30 april 2013       | Naftali Bennett נפתלי בנט (1972)           | 1 juni 2019                                       |                  |                  | Het Joodse Huis  |
| Minister voor Jeruzalem- en Erfgoedzaken             | 30 april 2013       | Naftali Bennett נפתלי בנט (1972)           | 1 juni 2019                                       |                  |                  | Het Joodse Huis  |
|                                                      | Meir Cohen          | Meir Cohen מאיר כהן (1955)                 | Minister van Arbeid en Sociale Zaken              | 18 maart 2013    | 4 december 2014  | Yesh Atid        |
|                                                      | Benjamin Netanyahu  | Benjamin Netanyahu בִּנְיָמִין נְתַנְיָהוּ (1949)    | Minister van Arbeid en Sociale Zaken              | 4 december 2014  | 14 mei 2015      | Likoed           |
|                                                      | Shai Piron          | Shai Piron גִּדְעוֹן סַעַר (1965)                | Minister van Onderwijs                            | 18 maart 2013    | 4 december 2014  | Yesh Atid        |
|                                                      | Benjamin Netanyahu  | Benjamin Netanyahu בִּנְיָמִין נְתַנְיָהוּ (1949)    | Minister van Onderwijs                            | 4 december 2014  | 14 mei 2015      | Likoed           |
|                                                      | Yisrael Katz        | Yisrael Katz יִשְׂרָאֵל כַּץ (1955)               | Minister van Vervoer                              | 31 maart 2009    | 17 juni 2019     | Likoed           |
|                                                      | Yair Shamir         | Yair Shamir יאיר שמיר (1945)               | Minister van Landbouw                             | 18 maart 2013    | 14 mei 2015      | Yisrael Beiteinu |
|                                                      | Uri Ariel           | Uri Ariel אורי אריאל (1970)                | Minister van Huisvesting en Constructie           | 18 maart 2013    | 14 mei 2015      | Het Joodse Huis  |
|                                                      | Yitzhak Aharonovich | Yitzhak Aharonovich יצחק אהרונוביץ' (1950) | Minister van Openbare Veiligheid                  | 31 maart 2009    | 14 mei 2015      | Yisrael Beiteinu |
|                                                      | Sofa Landver        | Sofa Landver סופה לנדבר (1949)             | Minister van Immigratie                           | 31 maart 2009    | 14 mei 2015      | Yisrael Beiteinu |
|                                                      | Yuval Steinitz      | Yuval Steinitz יובל שטייניץ (1958)         | Minister van Strategische Zaken                   | 18 maart 2013    | 14 mei 2015      | Likoed           |
| Minister van Inlichtingenzaken                       | Yuval Steinitz      | Yuval Steinitz יובל שטייניץ (1958)         |                                                   | 18 maart 2013    | 14 mei 2015      | Likoed           |
| Minister van Informatie                              | Yuval Steinitz      | Yuval Steinitz יובל שטייניץ (1958)         |                                                   | 18 maart 2013    | 14 mei 2015      | Likoed           |
| Minister voor Internationaal Beleid                  | Yuval Steinitz      | Yuval Steinitz יובל שטייניץ (1958)         |                                                   | 18 maart 2013    | 14 mei 2015      | Likoed           |
|                                                      | Yaakov Peri         | Yaakov Peri עָמִיר פֶּרֶץ (1944)                | Minister van Wetenschap en Technologie            | 18 maart 2013    | 4 december 2014  | Yesh Atid        |
|                                                      |                     |                                            | Minister van Wetenschap en Technologie            | Vacant           |                  |                  |
|                                                      | Amir Peretz         | Amir Peretz עָמִיר פֶּרֶץ (1952)                | Minister van Milieu                               | 18 maart 2013    | 8 november 2014  | Hatnuah          |
|                                                      |                     |                                            | Minister van Milieu                               | Vacant           |                  |                  |
|                                                      | Gilad Erdan         | Gilad Erdan גִּלְעָד אֶרְדָן (1970)               | Minister van Communicatie                         | 18 maart 2013    | 4 november 2014  | Likoed           |
| Minister zonder portefeuille (Binnenlandse Defensie) | Gilad Erdan         | Gilad Erdan גִּלְעָד אֶרְדָן (1970)               |                                                   | 18 maart 2013    | 4 november 2014  | Likoed           |
|                                                      | Uzi Landau          | Uzi Landau עוזי לנדאו (1943)               | Minister van Toerisme                             | 18 maart 2013    | 14 mei 2015      | Yisrael Beiteinu |
|                                                      | Limor Livnat        | Limor Livnat לִימוֹר לִבְנָת (1950)             | Minister van Cultuur en Sport                     | 31 maart 2009    | 14 mei 2015      | Likoed           |
|                                                      | Uri Orbach          | Uri Orbach אורי אורבך (1960–2015)          | Minister voor Sociale Gelijkheid en Seniorenzaken | 18 maart 2013    | 16 februari 2015 | Het Joodse Huis  |
|                                                      | Benjamin Netanyahu  | Benjamin Netanyahu בִּנְיָמִין נְתַנְיָהוּ (1949)    | Minister voor Sociale Gelijkheid en Seniorenzaken | 16 februari 2015 | 14 mei 2015      | Likoed           |

## Verhoging van de kiesdrempel en limitering van het aantal ministers
Op 11 maart 2014 werd door de Knesset met de stemverhouding 67-0 een wetsvoorstel aangenomen dat het aantal ministers van de toekomstige Israëlische regeringen in eerste instantie beperkt tot hoogstens achttien ministers. Dit aantal kan met goedkeuring van zeventig Knesset-leden eventueel worden verhoogd. Het maximale aantal viceministers wordt beperkt tot vier. Verder werd de post minister zonder portefeuille afgeschaft.
Op dezelfde dag werd met dezelfde stemverhouding ook een wetsvoorstel aangenomen dat de kiesdrempel bij de volgende Israëlische parlementsverkiezingen van 2 % naar 3,25 % verhoogt.
De oppositie onthield zich van deelname aan de stemming.